# Сальви, Джованни Баттиста
Джова́нни Батти́ста Са́льви, также известный по месту рождения как Джованни Сальви да Сассоферра́то, или просто Сассоферрато (итал. Giovanni Battista Salvi, il Sassoferrato; 25 августа 1609, Сассоферрато — 8 августа 1685, Рим) — итальянский живописец периода маньеризма, известный своей приверженностью стилю Рафаэля Санти.

## Биография
О жизни Джованни Баттиста Сальви известно немного. Он родился в небольшом городке Сассоферрато, регион Марке в центральной Италии. Городок расположен на полпути между Римом и Флоренцией, к западу от Апеннинских гор. Живописи Джованни Баттиста начал учиться у отца, художника Тарквино Сальви. Остатки фресок Тарквино сохранились в церкви Святого Франциска в Сассоферрато.
Остальная часть обучения Джованни Баттиста Сальви не документирована, но считается, что он работал под руководством Доменикино из Болоньи, главного ученика Аннибале Карраччи. Двое других учеников Карраччи, Франческо Альбани и Гвидо Рени, также оказали влияние на творчество Сассофератто.
По мнению Фрэнсиса Рассела, Рени был наставником Сассоферрато в той же степени, в какой Доменикино был его учителем. Произведения Сассоферрато также демонстрируют влияние Альбрехта Дюрера, Гверчино и, в наибольшей степени, — Рафаэля Санти. Позднее Сассоферрато испытал влияние творчества Пьера Миньяра, с которым с которым он, возможно, познакомился в Риме в 1630-х годах.
Известно сравнительно немного оригинальных произведений Сассоферрато. Судя по всему он, как и Карло Дольчи, сосредоточился на создании копий различных религиозных изображений для частных заказчиков, спрос на которые стимулировала идеология и эстетика периода контрреформации. Помимо многочисленных небольших работ, его наследие включает картины в бенедиктинском монастыре Сан-Пьетро в Перудже и роспись внушительного алтаря в церкви Санта-Сабина в Риме с образом Мадонны Розария (La Madonna del Rosario) вместо ранее предполагаемой работы Рафаэля (1643).
В 1683 году кардинал Флавио Киджи подарил автопортрет Сассоферрато герцогу Козимо III Медичи, позднее помещённый в галерею автопортретов Уффици во Флоренции. Сассоферрато скончался в 1685 году. Его завещание датировано 29 июня того же года.

## Оценки творчества
Известно более трёх сотен работ художника. Почти все его известные картины хранятся в британской Королевской коллекции в Виндзорском замке. Наибольший интерес работы Сассоферрато вызвали к себе в середине XIX века. Затем интерес к ним заметно снизился после критических комментариев Джона Рёскина. К концу XX века в связи с переоценкой художественного наследия итальянского маньеризма интерес к работам Сассоферрато возобновился.
В санкт-петербургском Эрмитаже имеются четыре картины Сассоферрато. А. Н. Бенуа в своём знаменитом «Путеводителе по картинной галерее Императорского Эрмитажа» (1910) допустил откровенно-скептическое высказывание:

 «Произведения… Сассоферрато, так же как картины Ланфранко, Мола, Теста и Лути, говорят лишь о тех пределах условности, до которых дошёл академизм в своём преследовании изящного» 

## Галерея

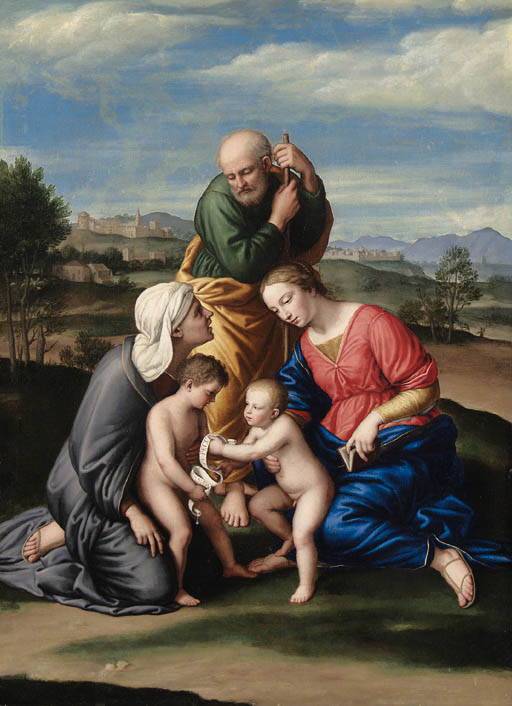
Святое семейство с младенцем Иоанном Крестителем и Святой Елизаветой. Холст, масло. Частное собрание
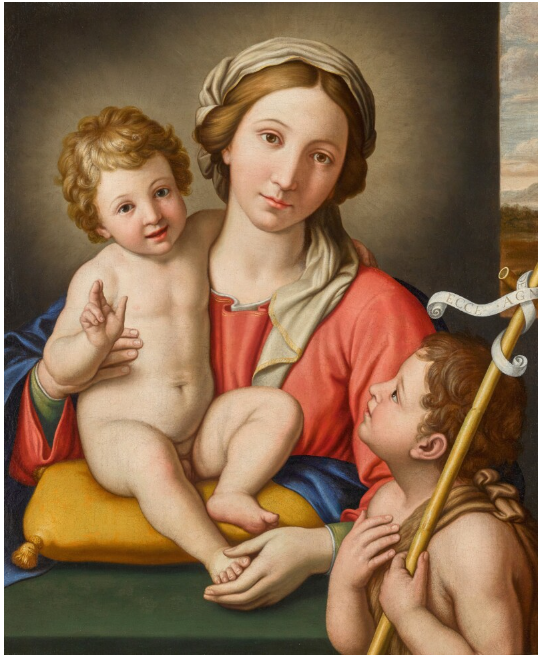
Дева Мария с младенцами Иисусом и Иоанном Крестителем. Холст, масло. Частное собрание
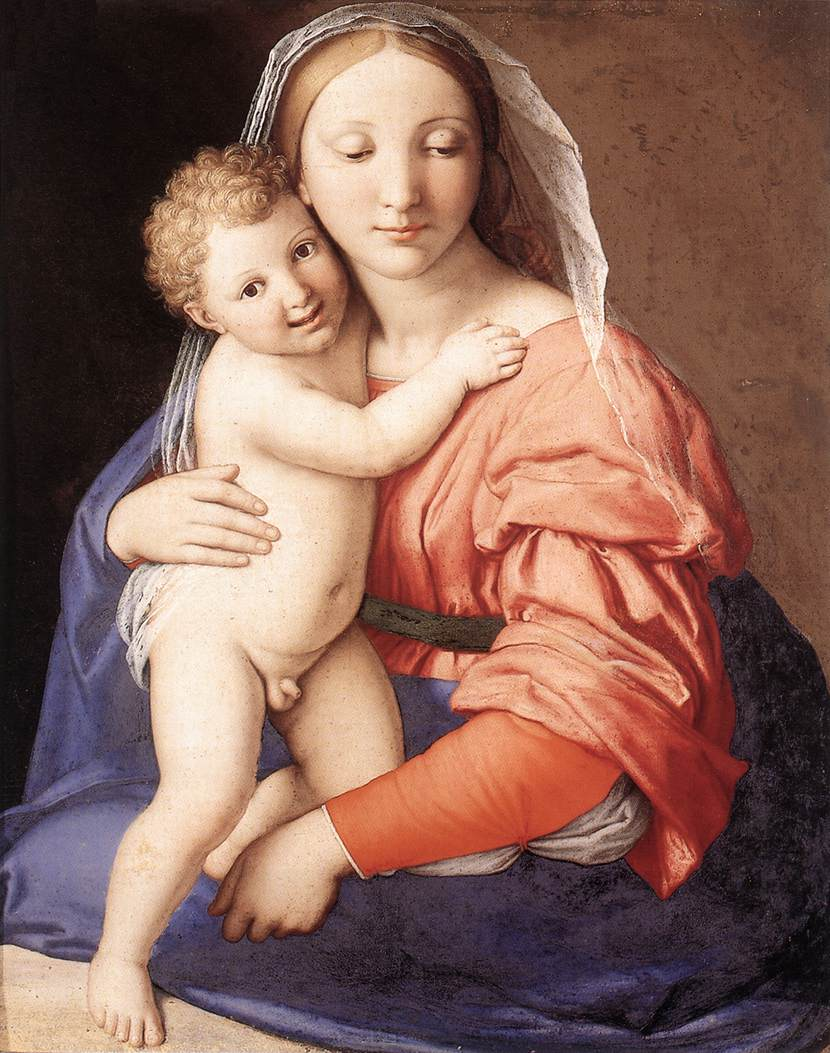
Мадонна с Младенцем. Ок. 1650. Холст, масло. Галерея Боргезе, Рим
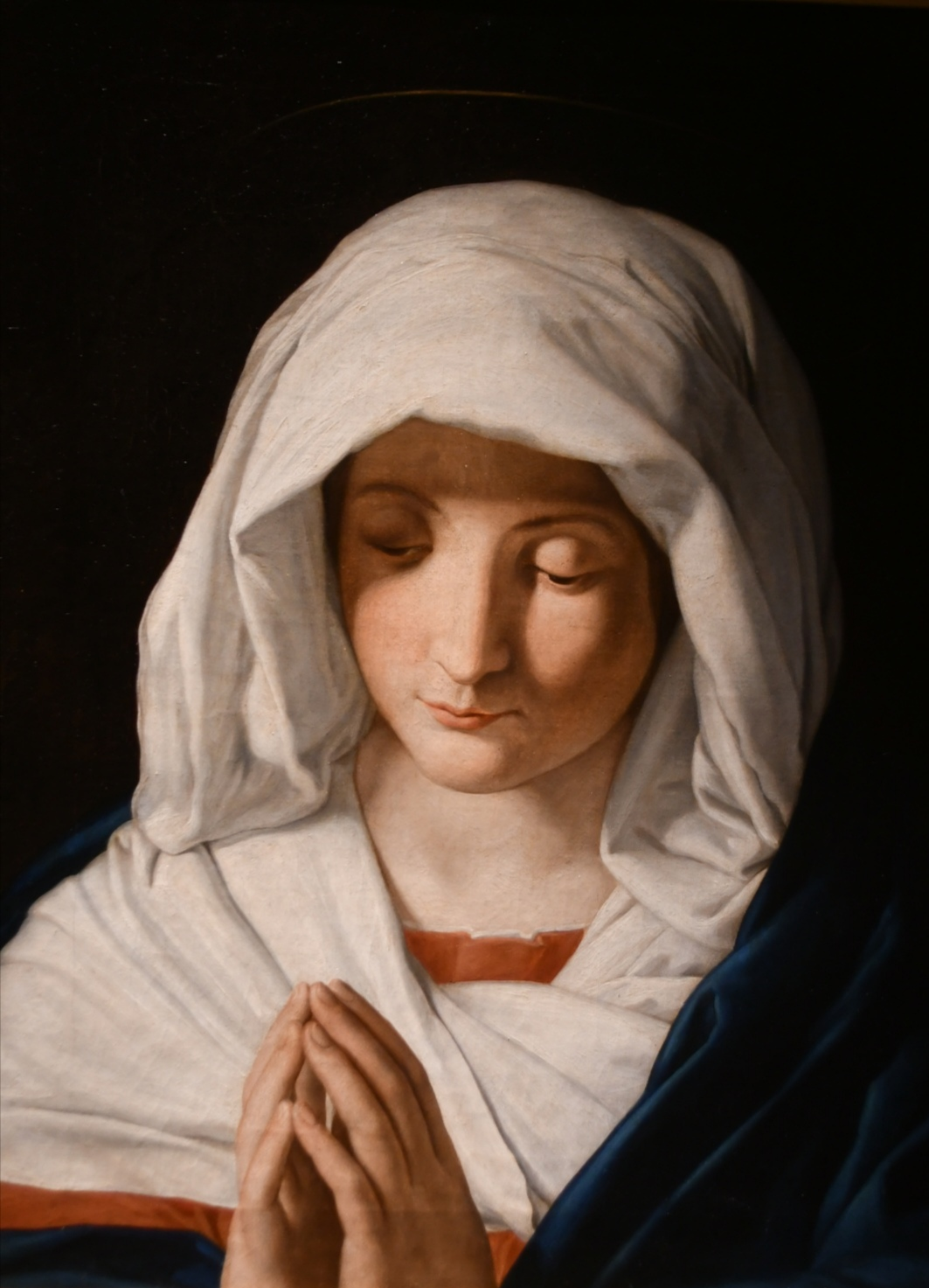
Дж. Б. Сальви (Сассоферрато). Молящаяся Мадонна. Ок. 1700. Музей Палаццо Преторио, Прато
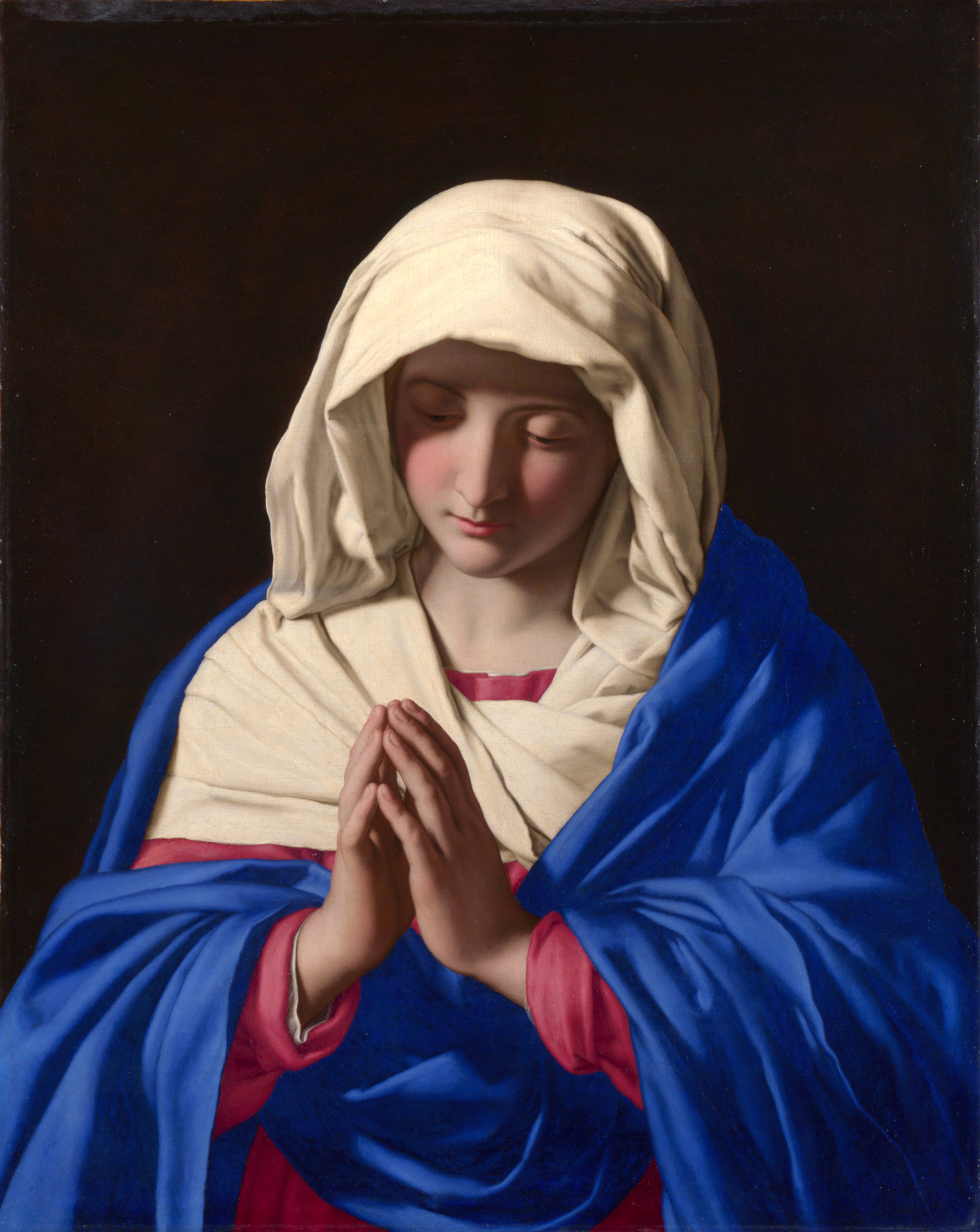
Мадонна за молитвой. Между 1640 и 1650. Холст, масло. Национальная галерея, Лондон
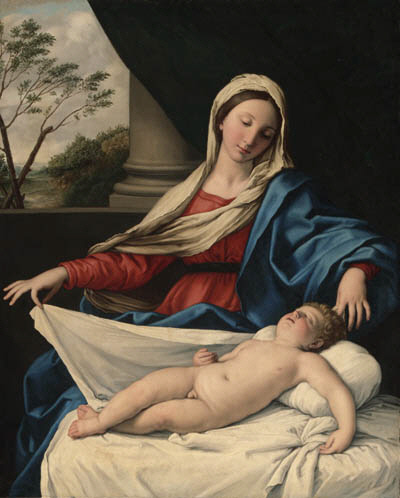
Мадонна с уснувшим Младенцем. Холст, масло. Частное собрание